# Zosterops inornatus
Zosterops inornatus là một loài chim trong họ Zosteropidae.